# Reino de Shule
El Reino de Shule (en  chino: 疏勒) fue un antiguo oasis iraní del reino del Desierto de Taklamakan que se encontraba en la Ruta de la Seda del Norte, en las históricas Regiones Occidentales de lo que hoy es Sinjiang en la China del Noroeste. Su capital era Kasgar, siendo la fuente de agua de Kasgar el río homónimo. Al igual que los pueblos vecinos del Reino de Jotán, la gente de Kasgar hablaba Saka, una de las lenguas iranias orientales.
Aunque fue vasallo de la Dinastía Tang desde el siglo VII, Shule fue conquistada por el Imperio Tibetano a finales del siglo VIII y finalmente fue incorporada al Kanato Karajánida durante la Islamización y turquificación de Sinjiang.

## Historia
La mención más antigua de los Shule es alrededor del año 120 a. C., por parte de la chinos Han occidentales cuando exploraban sus fronteras. En el año 127 d. C. los Shule comenzaron a pagar tributo a los  Han orientales. En el año 168, tras el asesinato por parte de Hede del gobernante actual, de nombre desconocido, los Han declararon la guerra a los Shule, que terminó en el infructuoso Asedio de Zhenzhong en el año 170 d. C.
A finales del periodo Han Oriental (220 d. C.), los Shule habían conquistado las ciudades-estado de Zhenzhong, Yarkent, Jieshi, Qusha, Xiye y Yinai. En el siglo V el reino Shule se convirtió en tributario de los Köktürk. Se independizaron de los gokturcos en el año 630, cuando los köktürks cayeron en batalla ante la dinastía Tang china. En el año 632 d. C. fue  avasallado por los Tang, como parte de la «campaña Tang contra los estados de los oasis». Algunas fuentes dicen que sólo fueron convertidos en tributarios y que los Tang tenían una soberanía muy laxa. Tras ser conquistada por los Tang formó parte del Protectorado general para pacificar el Oeste entre c. 640 y c. 790. Fue una de las estaciones de las Cuatro Guarniciones de Anxi entre el 649 y el 670, después del 670 se cambió una de las guarniciones, pero Kashgar seguía siendo sede de las cuatro guarniciones.
En el año 670 d. C. Shule fue conquistada por el Imperio Tibetano. En 673 el reino de Shule se declaró vasallo de los Tang, pero no fue reconquistado por los chinos Tang hasta 692 d. C.
Se afirma, y probablemente es falso, que Qutaiba ibn Muslim en el año 715 atacó Kashgar.
Los turcos musulmanes Kara Khanid absorbieron Kashgar durante la islamización y turquización de Xinjiang. Según Mahmud al-Kashgari dentro de los alrededores de Kashgar, algunas lenguas no turcas como el kanchaki y el sogdiano todavía se utilizaban en algunas zonas. Se cree que el grupo de la lengua saka era al que pertenecía Kanchaki. Se cree que la cuenca del Tarim fue turquificada lingüísticamente antes del finalizar el siglo XI.

## Economía

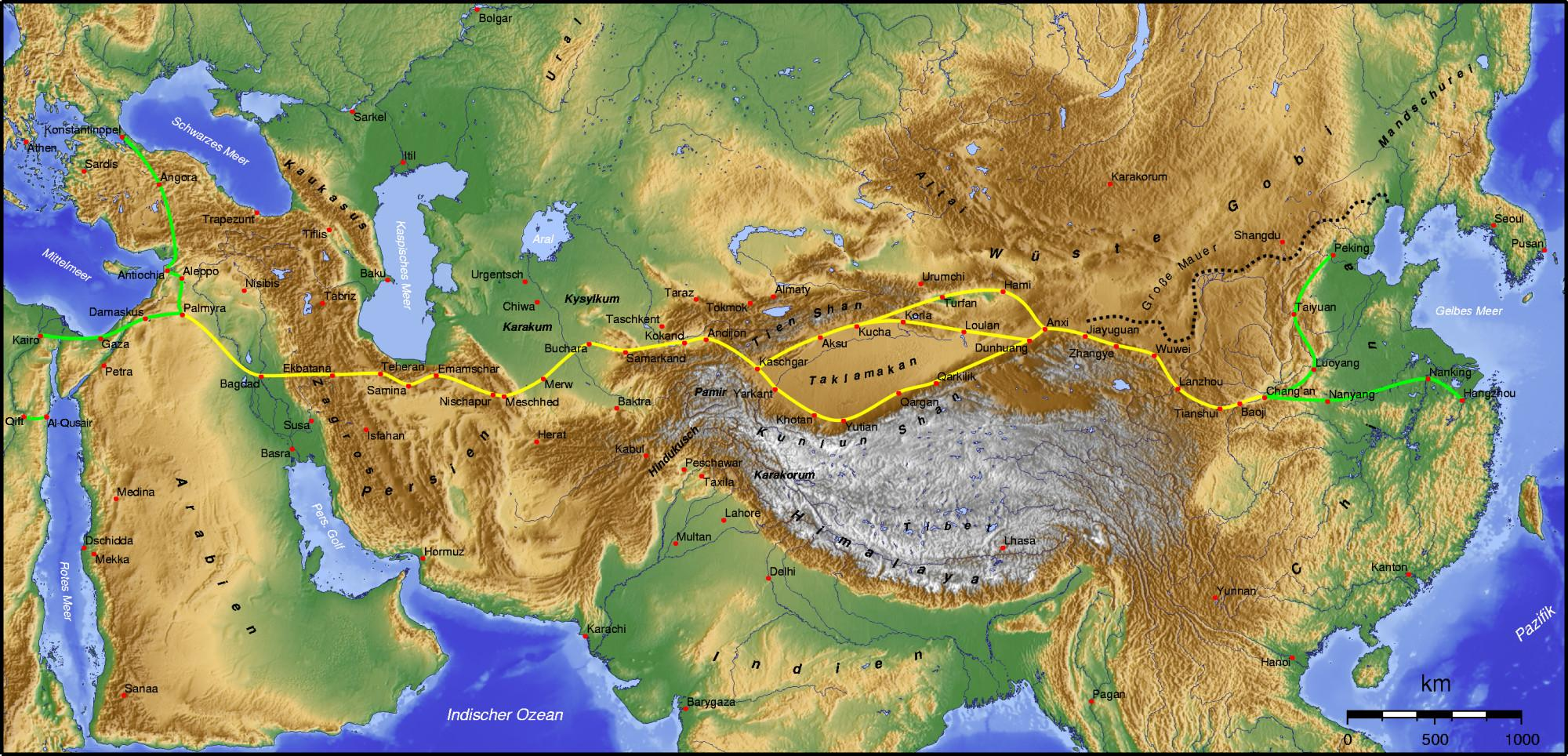
The capital of the Shule Kingdom, Kashgar, is marked

Al estar en la  Ruta de la Seda del Norte, Shule comerciaba principalmente a través de la Puerta de Jade y la Cordillera del Pamir.
La Ruta de la Seda del Norte que pasaba por Kashgar se dividía en la ruta del norte de la Cuenca del Tarim que iba desde Kashgar por Aksu, Kucha, Korla, a través del Paso de la Puerta de Hierro, sobre Karasahr, Jiaohe, Turpan, Gaochang y Kumul hasta Guazhou. La ruta del sur de la cuenca del Tarim iba desde Kashgar por Yarkant, Karghalik, Pishan,  Jotán, Keriya, Niya, Qarqan, Qarkilik, Miran y Dunhuang a Anxi.

## Gobernantes
- Cheng (成) 70
- Dou Ti (兜題) 72
- Zhong (忠) 74
- Cheng Da (成大) 84
- An Guo (安國) 116
- Yi Fu (遺腹) 125
- Chen Pan (臣磐) 127
- He De (和得) 168
- A Mijue (阿彌厥) 605
- Pei Chuo (裴綽) 618
- Pei Amozhi (裴阿摩支) 627
- Pei Yijian (裴夷健) 698
- Pei Anding (裴安定) 728
- Pei Guoliang (裴國良) 753
- Pei Lengleng (裴冷冷) 784-789? / General Tang - Lu Yang (魯陽) 789